# UFC 67
UFC 67: All or Nothing è stato un evento di arti marziali miste tenuto dalla Ultimate Fighting Championship il 3 febbraio 2007 al Mandalay Bay Events Center di Las Vegas, Stati Uniti.

## Retroscena
L'incontro tra Anderson Silva e Travis Lutter avrebbe dovuto essere per il titolo dei pesi medi, ma Lutter fallì la pesata eccedendo di troppe libbre, e di conseguenza l'incontro venne cambiato e la cintura di campione di Silva non venne messa in palio al vincitore.
L'evento avrebbe dovuto ospitare la sfida tra Matt Serra e Georges St-Pierre, ma quest'ultimo s'infortunò al ginocchio durante un allenamento e l'incontro saltò.
Dustin Hazelett avrebbe dovuto affrontare Melvin Guillard, ma causa un infortunio alla mano venne rimpiazzato da Diego Saraiva.
È l'evento che vide il debutto dei futuri campioni delle rispettive categorie Quinton Jackson, Lyoto Machida e Frankie Edgar, nonché il debutto in UFC dell'ex stella della Pride Mirko Filipović.

## Risultati

### Card preliminare
- Incontro categoria Pesi Leggeri:  Dustin Hazelett contro  Diego Saraiva

Hazelett sconfisse Saraiva per decisione unanime (30–27, 30–27, 30–27).
- Incontro categoria Pesi Mediomassimi:  Lyoto Machida contro  Sam Hoger

Machida sconfisse Hoger per decisione unanime (30–27, 30–27, 30–27).
- Incontro categoria Pesi Leggeri:  Tyson Griffin contro  Frankie Edgar

Edgar sconfisse Griffin per decisione unanime (29-28, 29-28, 30-27).
- Incontro categoria Pesi Medi:  Jorge Rivera contro  Terry Martin

Martin sconfisse Rivera per KO (pugni) a 0:14 del primo round.

### Card principale
- Incontro categoria Pesi Medi:  Scott Smith contro  Patrick Côté

Côté sconfisse Smith per decisione unanime (30–27, 30–27, 30–27).
- Incontro categoria Pesi Mediomassimi:  Quinton Jackson contro  Marvin Eastman

Jackson sconfisse Eastman per KO (pugni) a 3:49 del secondo round.
- Incontro categoria Pesi Leggeri:  Roger Huerta contro  John Halverson

Huerta sconfisse Halverson per KO Tecnico (pugni) a 0:18 del primo round.
- Incontro categoria Pesi Massimi:  Mirko Filipović contro  Eddie Sanchez

Filipović sconfisse Sanchez per KO Tecnico (colpi) a 4:33 del primo round.
- Incontro categoria Pesi Medi:  Anderson Silva contro  Travis Lutter

Silva sconfisse Lutter per sottomissione (strangolamento triangolare e gomitate) a 2:11 del secondo round.